# 庭本佳子
庭本 佳子（にわもと よしこ）は、日本の経営学者。専門は経営管理論。

## 略歴
- 2008年3月：京都大学法学部卒業。
- 2010年3月：京都大学大学院法学研究科法曹養成専攻（法科大学院）修了。法務博士。
- 2012年3月：京都大学大学院法学研究科（民刑事法）博士後期課程退学。
- 2015年3月：神戸大学大学院経営学研究科博士後期課程修了。博士（経営学）の学位を修得。
- 2015年4月：摂南大学経営学部経営学科講師（〜2017年3月）。
- 2017年4月：神戸大学大学院経営学研究科准教授。

## 人物・主張
大学、大学院時代は労働法や民法を研究していた。法律学を学ぶと、最終的には賠償の問題に行き着き、そうなる前に方法がなかったのか疑問を感じ、経営学へ転向した。上林憲雄研究室出身。
VUCA時代に求められるアプローチで「二つの自律性」（①組織内に自律性の高いチームをつくっていくこと、②チーム内で活動の自律性を高めるシェアドリーダーシップ）を挙げている。

## 著作

### 論文
- （（「新しい『働き方』とチームリーダーの役割」））『国民経済雑誌 第220巻 第1号』（日本学術振興会、2019年7月）
- （（「組織能力の形成プロセス ー現場からの環境適応ー」））『経営学史学会年報 第23巻』（経営学史学会、2016年5月）
- （（「組織的知識と個人的知識の相互向上プロセスの論理 ー組織能力概念の考察を通してー」））『経営問題 第10巻』（日本学術振興会、2013年11月）
- （（「チーム制組織におけるリーダーシップ研究の源流：LewinとLikertの所説を中心に」））『六甲台論集 ー経営学編ー 第59巻 第3号』（2012年12月）